# Bar BenFiddich
Bar BenFiddich（バー ベンフィディック）は東京都新宿区にあるバーである。カクテルの材料にバーテンダーの鹿山博康が自ら栽培したハーブ・スパイスを使うのが特徴である。

## 沿革

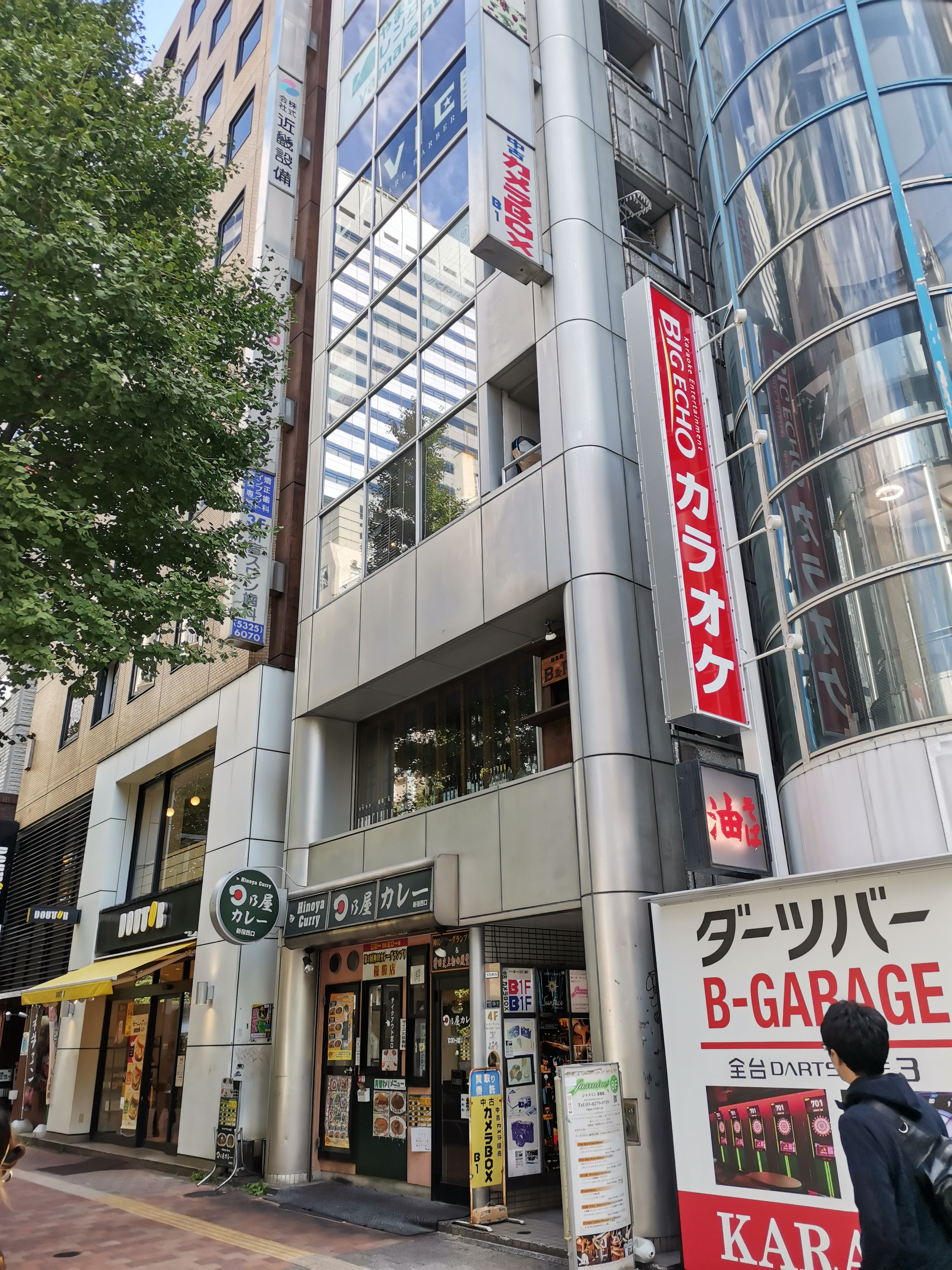
ベンフィディックが入居している大和屋ビル。

Bar BenFiddichは2013年にオーナー兼バーテンダーの鹿山博康が新宿で開業した。鹿山は当時29歳であった。店名の「BenFiddich」はゲール語で「鹿の山」を意味し、鹿山の名字がその由来である。
鹿山博康は埼玉県玉川村（現在の比企郡ときがわ町）で1983年に生まれた。実家は酪農を営んでいたが、幼少期からその手伝いをさせられていたこともあって跡を継ぐのを嫌がり、高校卒業後はホテルの専門学校である駿台トラベル&ホテル専門学校に進学。卒業後は大手ホテルに就職した。ソムリエへの漠然としたあこがれから、就職先のホテルではフレンチレストランへの配属を希望していたが、その時枠が空いていたバーに配属されたことでバーテンダーとしての道を歩むことになる。しかし、配属先での厳しい指導に辟易とした鹿山はわずか半年で退職し、都内のバーを転々としながらフレアバーテンダーとして活動するようになる。24歳で子供ができて結婚したのを機に稼ぎの良くないフレアバーテンディングをやめて西麻布の「Bar Amber」で働き始め、数年後には店長になった。その後独立して自分の店を持つことを考えるようになっていたところ、西新宿のビルのオーナーから誘われて2013年にベンフィディックを開業した。2013年の開業後しばらくは客入りの少ない日々が続いたが、3年目の2016年頃からアブサンを自家蒸留していることなどを聞きつけた訪日外国人客が増え始め、2017年には「世界のベスト・バー50」で36位に選出、2023年時点では客の9割が訪日外国人だという。

## 特徴

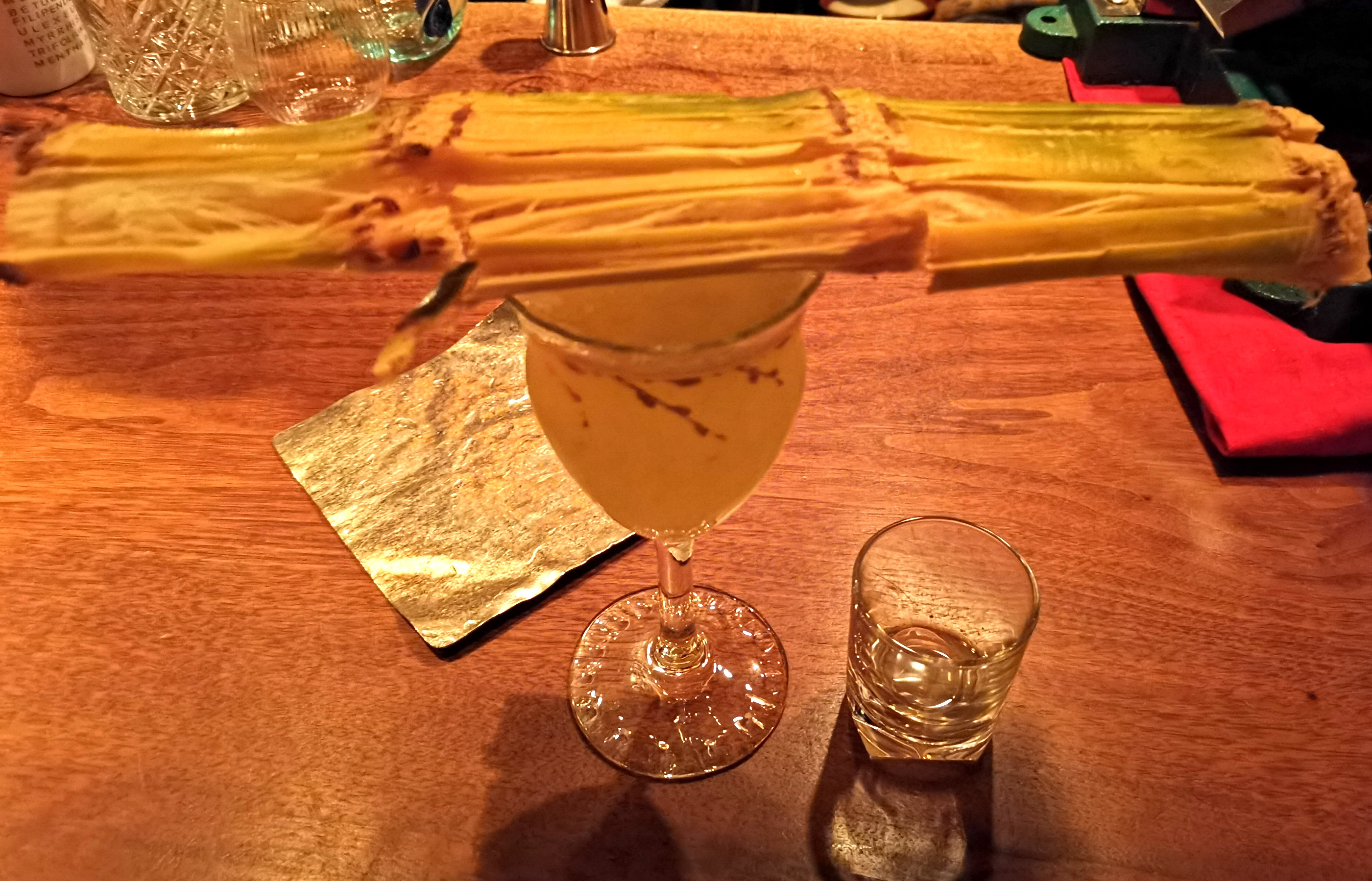
フレッシュダイキリ。上に乗っているのは圧搾してエキスを抽出した後のサトウキビ。

アブサンや薬草酒に強く、古酒の品揃えも多い。特にアブサンは2021年時点で100種類以上を取り揃えている。また、鹿山自身が畑で栽培したハーブやスパイスをカクテルの材料に使用するのが大きな特徴であり、地元食材を生かしたレストランを「Farm to table」（農場から食卓へ）と呼ぶのになぞらえて「Farm to glass」（農場からグラスへ）を提唱している。カクテルの材料のみならずバースプーンまでも畑でとれた枝を使用している。

### 畑を始めた経緯
鹿山はもともとバーテンダーになった頃から蒸留に興味を持っており、やかんで味噌汁を蒸留して「味噌汁の香りの精製水」を作って遊んでいた。「誰もやってないことをやってやろう」と思い立ったBar Amber時代の鹿山は、1890年代フランスのお酒のレシピ集『Nouveau Traité de la Fabrication des Liqueurs』を入手し、そこに載っているレシピをもとにハーブを使った蒸留を試しはじめた。この試みはバー好きの間で話題を呼び、「密造鹿山」というあだ名で呼ばれるようになっていた。自分でハーブを育てるようになったのは、五反田でモヒートの材料・イエルバブエナが売られているのを見つけ、その株を増やし始めたのがきっかけである。次第に他のハーブ類も増えていき、家が手狭になってきたところで埼玉県ときがわ町にある実家の畑を使うことを思い至った。また、25歳の頃からアブサンに強く興味を持っており、複数種のハーブを育て始めたこの頃には自家製アブサンづくりにも挑戦しはじめている。実家の畑は2017年時点で耕作面積およそ30坪ほど、40～50種類のハーブ・スパイスを栽培していたところ、2022年にはサッカーコート一面分ほどにまで広がっている。畑仕事をするのは週に1～2回で、ベンフィディックの営業終了後に始発で向かうという。

## 店内
店内はやや薄暗いオーセンティックバーの雰囲気であり、カウンターはブラックウォールナット製である。入り口正面の壁には店名にかけてエゾシカの頭部の剥製が飾ってあり、他にもテンやフクロウの剥製もある。天井や壁にはフウセンカズラやニガヨモギなどの枝があしらわれている。バックバーには酒瓶のほかに怪しげなガラス瓶や薬研が並んでおり、ライターの川内イオは「店内はまるで魔女の実験室のような雰囲気だった。」と述べている。
座席数は14席。これは鹿山が敬愛するバーテンダー・渡辺昭男が経営する「EST！」が合計13席の小箱であることにならっており、歳を取っても一人で長く営業できることを意識したものである。

## 受賞歴
ウィリアム・リード社が主催するThe World's 50 Best Bars（世界のベスト・バー50）およびAsia's 50 Best Bars（アジアのベスト・バー50）に複数回ランクインしている。2016年の第1回Asia's 50 Best Barsで21位にランクインすると、翌2017年に初めてThe World's 50 Best Barsにランクイン（36位）し、2022年には日本のバーで唯一ランクイン（48位）、2023年には37位にランクインしている。

### 受賞一覧
- The World's 50 Best Bar 2023 - 37位[26]
- The World's 50 Best Bar 2022 - 48位[27]
- The World's 50 Best Bar 2021 - 32位[28]
- The World's 50 Best Bar 2020 - 40位[29]
- The World's 50 Best Bar 2018 - 49位[30]
- The World's 50 Best Bar 2017 - 36位[13]
- Asia's 50 Best Bars 2023 - 4位[31]
- Asia's 50 Best Bars 2022 - 5位[32]
- Asia's 50 Best Bars 2021 - 9位[33]
- Asia's 50 Best Bars 2020 - 15位[34]
- Asia's 50 Best Bars 2019 - 17位[35]
- Asia's 50 Best Bars 2018 - 20位[36]
- Asia's 50 Best Bars 2017 - 22位[37]
- Asia's 50 Best Bars 2016 - 21位[38]

## 姉妹店
ベンフィディックが入居するビルの2階に姉妹店の「Bar B&F」（バー ビー&エフ）がある。
鹿山は薬草酒の他にフルーツブランデーにも凝っており、若手育成のため、日本初のフルーツブランデー専門店として2017年4月にオープンした。店内に並ぶおよそ240ボトルの半数以上は日本に輸入されていないもので、鹿山自身が世界各地の蒸留所で購入してきたものである。